# Roman Candles (film)
Pour les articles homonymes, voir Roman Candles.
Roman Candles est un court-métrage américain (tourné à Baltimore en couleurs par trois caméras 8 mm en simultané) réalisé par John Waters en 1966, avec Divine, Mary Vivian Pearce, David Lochary, Mink Stole et Maelcum Soul.
Roman Candles fut projeté trois fois mais ne fut jamais commercialisé. En 2004, une nouvelle projection eut lieu lors d'une exposition itinérante de John Waters : Change of Life (Changement de vie).
La bande son du film est composée de publicités-radios déplaisantes, de Rock'n'Roll, et de conférences de presse de la mère de Lee Harvey Oswald.

## Fiche technique
- Titre : Roman Candles
- Réalisation : John Waters
- Pays d'origine :  États-Unis
- Format : Couleur - trois projecteur 8 mm en simultané
- Durée : 40 minutes

## Distribution
- Maelcum Soul
- Bob Skidmore
- Mona Montgomery
- Divine
- Mink Stole
- Mary Vivian Pearce
- David Lochary
- Pat Moran
- Kathy et Patricia Waters